# Taijiquan
Taijiquan (dosł. pięść taiji) – zaliczana do grupy tzw. systemów wewnętrznych (neijia) chińska sztuka walki, niekiedy traktowana jako związana z chińską filozofią gimnastyka medytacyjna (patrz niżej → Taijigong).

## Taijiquan

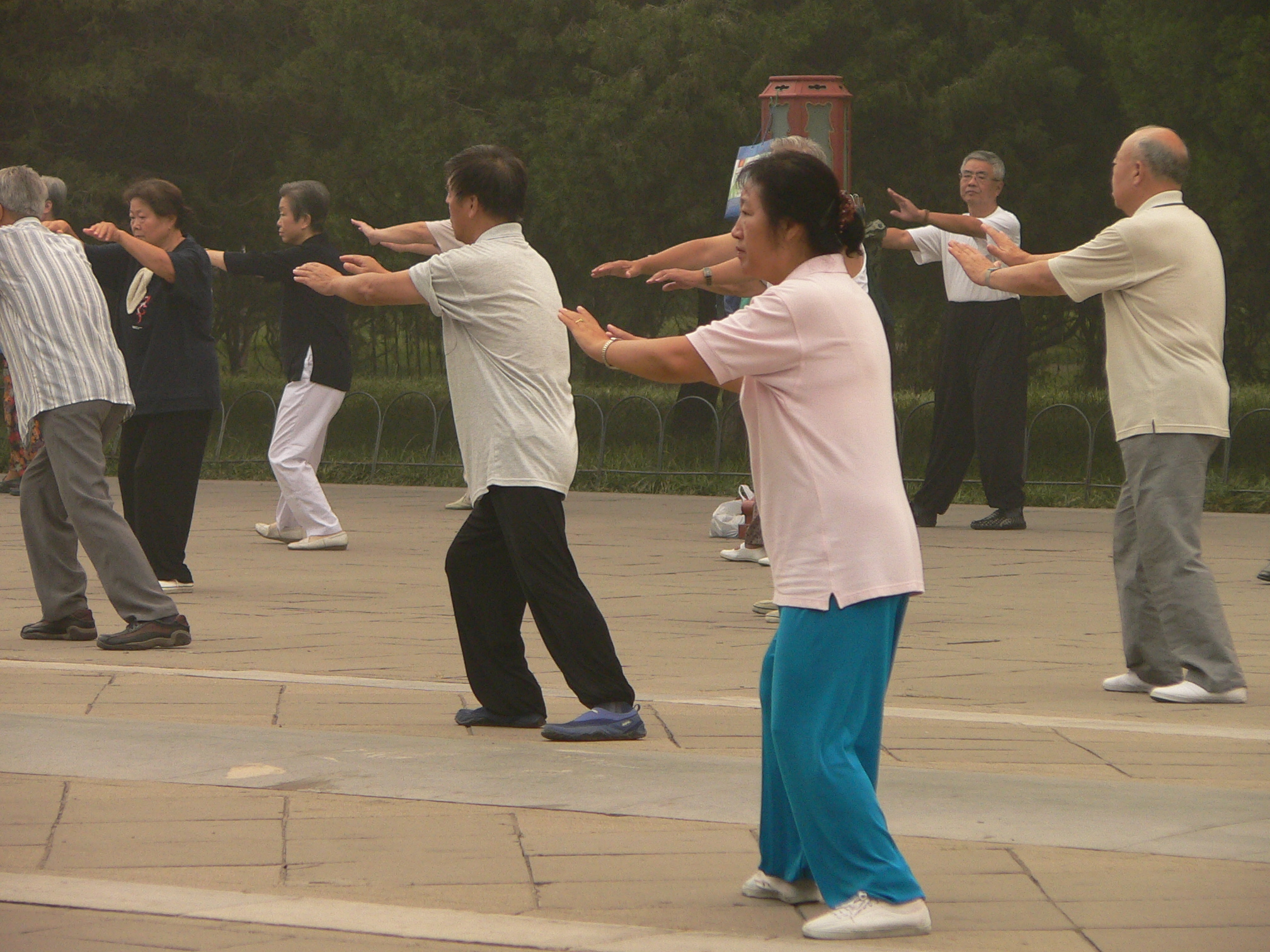
Ćwiczenia taijiquan w Pekinie

Nazwa stylu pojawiła się kilkaset lat temu. Historycznie wcześniejsze nazwy używane do określenia tej szuki walki to np. Changquan (Długa Pięść). Taijiquan to termin występujący w chińskiej filozofii Yin Yang oraz filozofii taoistycznej. Koncepcja taiji (dosłownie: wielka ostateczność) opisuje świat, w którym z pierwotnej jedności (wuji) wyłoniły się komplementarne pierwiastki yin i yang; słowo quan – „pięść” to często używane określenie oznaczające „styl walki”. Taijiquan można zatem przetłumaczyć jako „pięść wielkiej ostateczności”,
Trening obejmuje głównie tzw. ćwiczenia podstawowe (jibengong), formy, czyli złożone układy ruchowe (tzw. formy, taolu), w tym z bronią (np. z mieczem, czyli taijijian, szablą, włócznią, kijem, halabardą, dwiema szablami, dwoma mieczami itp, w zależności od odmiany i linii przekazu), ćwiczenia z partnerem tui shou (pchające ręce), naukę walki i samoobrony, ćwiczenia medytacyjne i oddechowe. Trening jest znacząco różny od treningu większości sztuk walki, w tym tak zwanych zewnętrznych (waijia) odmian Kung-fu/Wushu. Nie koncentruje się na typowo rozumianym treningu fizycznym, lecz raczej na pracy nad szczególną koordynacją ciała, a przede wszystkim koordynacją pomiędzy umysłem a ciałem, w oparciu o klasyczne koncepcje chińskiej nauki, takie jak qi – energia witalna i nei jin – siła wewnętrzna. Zgodnie z założeniami yi (umysł) prowadzi qi (energię witalną), a qi z kolei prowadzi ciało. Energię witalną qi uważa się za główne źródło tak zwanej siły wewnętrznej (nei jin), którą posługuje się adept taijiquan. W niektórych szkołach stosuje się obecnie interpretację klasycznych pojęć bardziej zgodną ze stanem współczesnej nauki. W kategoriach myślenia cywilizacji zachodniej trening Taijiquan to:
1. trening koordynacji układu mięśniowo-szkieletowego – zwiększanie szybkości i siły ciosu przy wykorzystaniu składowych sił różnych partii ciała (np.: duża część siły i szybkości ciosu ręką generowana jest z siły nóg) przy wykorzystaniu powolnych ruchów pozwalających na obserwację działania układu mięśniowo-szkieletowego i stopniowe udoskonalanie działania tego układu. Trening ten wykonuje się w wolnym lub szybkim tempie, w zależności od celu ćwiczeń i danego stylu taijiquan;
2. trening wizualizacji – walka z wyimaginowanym przeciwnikiem;
3. trening walki z przeciwnikiem (partnerem).

Taijiquan dzieli się na różne style, z których najbardziej znane i popularne to: Chen, Yang, Wu, Hao i Sun. Trening taijiquan kojarzy się zwykle z powolnym, płynnym wykonywaniem zestawów ruchów, tak zwanych form. Jednak wiele form taijiquan łączy zarówno ruchy powolne, jak i dynamiczne.
W XX wieku zaczęto w coraz większym stopniu wykorzystywać taijiquan jako formę ćwiczeń dla zdrowia, relaksu i dobrego samopoczucia, oraz jako bezkontaktowy sport. W rezultacie obecnie często ćwiczy się taijiquan, pomijając aspekty obrony/ataku tego stylu (nie znając często znaczenia wykonywanych ruchów ani związku tych ćwiczeń ze sztuką walki).

## Taijiquan współcześnie
W ciągu ostatnich kilkudziesięciu lat rozwinęły się trzy nurty, które oddaliły się od taiji quan rozumianego jako sztuka walki:
- Nurt sportowy, w którym taijiquan jest jedną z konkurencji sportowego wushu, w Chinach określanego jako bisai wushu, lub xiandai wushu. Ta odmiana taijiquan podlega rygorom treningu sportowego, a występ zawodnika w czasie zawodów jest oceniany według kryteriów technicznych, estetycznych, gimnastycznych, oraz niektórych zasad charakterystycznych dla taijiquan tradycyjnego. System oceniania jest zbliżony do gimnastycznego, skala ocen obejmuje od 0 do 10 pkt. Obok konkurencji taijiquan (układu bez broni, wykonywanego solo) wyróżniamy również konkurencję taijijian (układ z mieczem, wykonywany solo).
- Nurt zdrowotny, nauczany głównie w Chińskiej Republice Ludowej. Taiji traktuje się głównie jako ćwiczenie gimnastyczne, mające sprzyjać zachowaniu zdrowia i rozwojowi psychofizycznemu.
- Nurt „duchowy”, rozpowszechniony w latach sześćdziesiątych XX wieku na Zachodzie. Taiji zostało wmieszane w różne koncepcje, pochodzące głównie z ideologii hippisowskiej oraz z ruchu New Age. Traktuje się taiji jako ścieżkę rozwoju duchowego. Jednakże według ekspertów jest to związany z modą kierunek, który najbardziej powierzchownie pojmuje taiji i rozpowszechnia znacznie zubożony obraz filozofii Dalekiego Wschodu.

Dla odróżnienia od tradycyjnego taijiquan w odniesieniu do powyższych zjawisk używa się często nazwy taijigong. Do taijigong zalicza się czasem również ćwiczenia, które noszą pewne podobieństwo do taiji quan, ale z niego nie pochodzą.

## Związki z filozofią chińską
Wbrew panującemu na zachodzie przekonaniu o silnych jednoznacznych związkach taijiquan z taoizmem, widoczne w tej sztuce są wpływy różnych chińskich systemów religijno-filozoficznych. Słowo taiji obecne w nazwie stylu jest pojęciem pochodzącym z księgi Yijing, a później przejętym przez neokonfucjanistów. Liczba ruchów (108) w tzw. długiej formie (obecnej w większości stylów taijiquan), a także nazwy ruchów z niektórych form (np. w stylu chen: „Wojownik Buddy uderza w moździerz”) świadczą o inspiracjach buddyjskich.